# Olympische Sommerspiele 1980/Teilnehmer (Nicaragua)
| Gelbes Symbol für Goldmedaillen mit stilisierten Olympischen Ringen | Graues Symbol für Silbermedaillen mit stilisierten Olympischen Ringen | Braundes Symbol für Bronzemedaillen mit stilisierten Olympischen Ringen |
| ------------------------------------------------------------------- | --------------------------------------------------------------------- | ----------------------------------------------------------------------- |
| —                                                                   | —                                                                     | —                                                                       |

Nicaragua nahm an den Olympischen Sommerspielen 1980 in Moskau mit einer Delegation von fünf Athleten (drei Männer und zwei Frauen) an sechs Wettkämpfen in drei Sportarten teil.
Ein Medaillengewinn gelang keinem der Athleten. Fahnenträger bei der Eröffnungsfeier war die Leichtathletin Xiomara Larios.

## Teilnehmer nach Sportarten

### Boxen
- Onofre Ramírez
Fliegengewicht: in der 1. Runde ausgeschieden

- Ernesto Alguera
Bantamgewicht: in der 1. Runde ausgeschieden

### Leichtathletik
Männer
- Leonel Teller
400 m Hürden: im Vorlauf ausgeschieden

Frauen
- Xiomara Larios
400 m: im Vorlauf ausgeschieden

### Schwimmen
Frauen
- Garnet Charwat
100 m Freistil: im Vorlauf ausgeschieden
100 m Brust: im Vorlauf ausgeschieden